# Barkhagen
Barkhagen is een gemeente in de Duitse deelstaat Mecklenburg-Voor-Pommeren, en maakt deel uit van de Landkreis Ludwigslust-Parchim.
Barkhagen telt 613 inwoners.

## Indeling gemeente
De gemeente bestaat uit de volgende Ortsteile:
- Altenlinden, sinds 13-6-2004
- Barkow, sinds 13-6-2004
- Lalchow, sinds 13-6-2004
- Plauerhagen, sinds 13-6-2004
- Zarchlin, sinds 13-6-2004